# Monstera praetermissa
Monstera praetermissa är en kallaväxtart som beskrevs av Eduardo G. Gonçalves och Temponi. Monstera praetermissa ingår i släktet Monstera och familjen kallaväxter. Inga underarter finns listade.